# Statistics Botswana
Statistics Botswana (literal, Oficina de Estadística de Botsuana, acrónimo StatsBots) es la autoridad responsable de las tareas estadísticas públicas en Botsuana. Su sede está en Gaborone. 

## Historia
Statistics Botswana se creó en 2009 y está dirigida por un director general. La llamada Central Statistics Office (Oficina Central de Estadísticas) fue la primera institución que existió en el país, tras la independencia declarada el 30 de septiembre de 1966.  Las bases técnicas para el trabajo estadístico incluyen los Principios Fundamentales de las Estadísticas Oficiales de las Naciones Unidas (UNFPOS) y la Carta Africana de Estadística (AEC) de la Unión Africana. 

## Estructura y actividades
La autoridad consta de varios departamentos principales (Direcciones), a partir de 2023: 
- Estadísticas económicas
- Estadísticas sociodemográficas
- Estándares, Métodos y Sistemas de Información
- Relaciones con las partes interesadas
- Auditoría interna
- Servicios corporativos
- Asesor Jurídico y Secretario del Directorio

La autoridad realiza censos y estudios temáticamente diferenciados en Botsuana.  Los censos más recientes tuvieron lugar en 2011 (Censo de Población y Vivienda de 2011) y 2022.  

## Base legal
- Ley de estadísticas de 2009 (Statistics Act of 2009)
- Ley del Censo (Census Act, aprobada originalmente en 1904, y revisada como Ley 7 de 1981) [7]

## Publicaciones periódicas
- Informe anual de estadísticas de Botsuana
- Estadísticas agrícolas [8]
- Informe de estadísticas de salud [9]